# Kim Hyun-jin
Kim Hyun-jin, en coreano: 김현진 (Corea del Sur, 24 de agosto de 1996) es un actor y modelo surcoreano. Comenzó en la industria como joven actor, en el 2008 estuvo en la serie Ae Ja’s Older Sister, Min Ja. En el 2015 debutó formalmente como modelo a través de su agencia YG KPlus. Es conocido por sus papeles en dramas coreanos como Can You Deliver Time?, Sugar Coating, la película Peach of Time, y en el drama Cheer Up de la cadena televisiva SBS.

## Reseña vida y carrera
Nació el 24 de agosto de 1996. Fue a una escuela de varones. Se unió a la agencia YG KPlus y en el 2015 hizo su debut como modelo, apareciendo en varios shows de pasarelas de distintos diseñadores Kimseoryon, D.Gnak, Caruso, Sling Stone and SongGzio Homme, y Ordinary People. También apareció en varias revistas como Go Korea and Dazed Korea. Hizo varios anuncios comerciales para Subway y Banila Co.
Kim trabajó con WM Company para empezar su carrera como actor teniendo a Park Seo-joon como ejemplo a seguir. Fue elegido como actor para las series web Sugar Coating y Can You Deliver Time? en 2020; al año siguiente apareció en el drama surcoreano Peach of Time y también actuó en el drama Peng junto a la actriz Yoon So-hee.
En el 2022 fue elegido como papel principal en la serie Cheer Up, con el papel de Jin Sun-ho. 

## Filmografía

### Series web
| Año  | Título                | Personaje      | Plataforma | Ref.  |
| ---- | --------------------- | -------------- | ---------- | ----- |
| 2020 | Sugar Coating         | Yoo Han-gyeol  | YouTube    | [ 4 ] |
| 2020 | Can You Deliver Time? | Park Woo-hyung |            | [ 5 ] |
| 2021 | Peng                  | Yeon Ha-rim    |            | [ 6 ] |

### Series de televisión
| Año  | Título                            | Personaje    | Canal | Ref.          |
| ---- | --------------------------------- | ------------ | ----- | ------------- |
| 2022 | Cheer Up                          | Jin Sun-ho   | SBS   | [ 7 ]         |
| 2024 | Dreaming of a Freaking Fairy Tale | Baek Do-hong | TVING | [ 8 ] [ 9 ]   |
| 2024 | My Sweet Mobster                  | Joo Il-yeong | JTBC  | [ 10 ] [ 11 ] |
| 2025 | Crushology 101                    | Jo A-rang    | MBC   | [ 12 ] [ 13 ] |

### Películas
| Año  | Título        | Personaje  |
| ---- | ------------- | ---------- |
| 2021 | Peach of Time | Estudiante |